# サンティソ

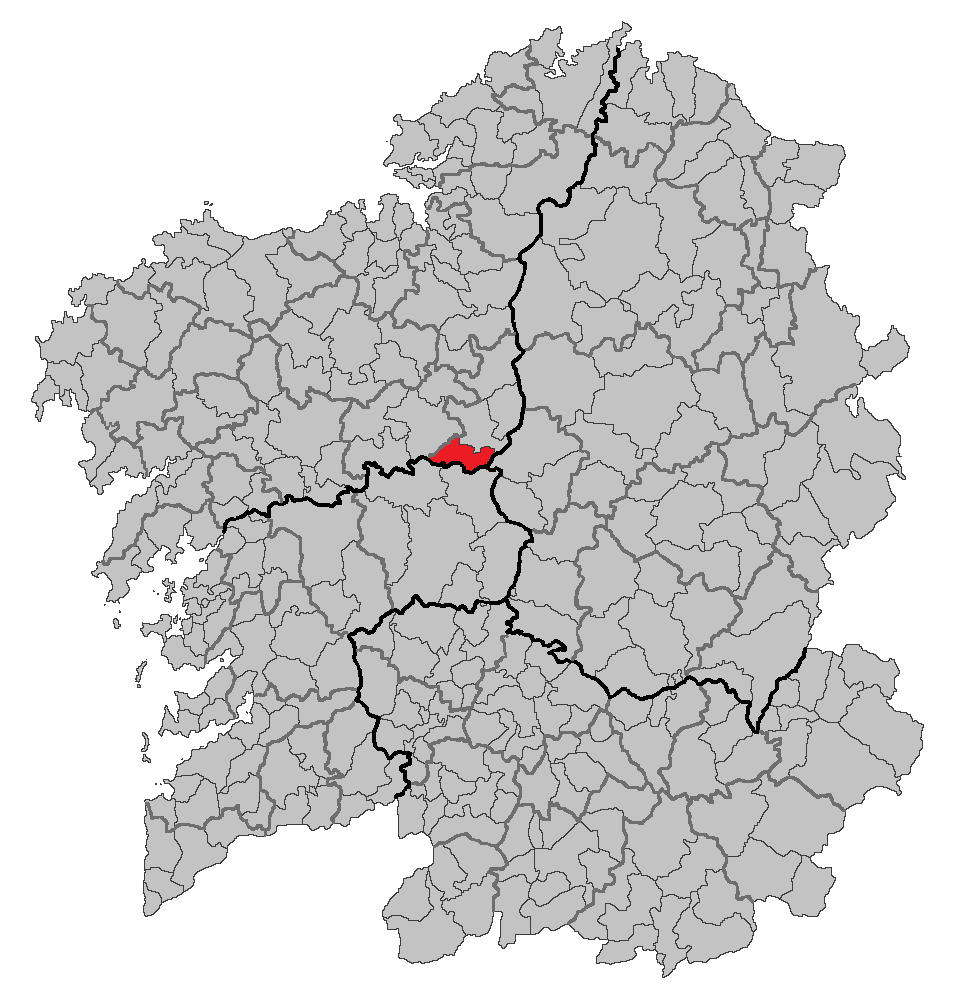

サンティソ（Santiso）は、スペイン、ガリシア州、ア・コルーニャ県の自治体、コマルカ・ダ・テーラ・デ・メリーデに属する。2009年の人口は、ガリシア統計局によると1,980人（2006年:2,116人、2005年:2,160人、2004年:2,212人、2003年:2,249人）。住民呼称はsantisés/-esa。
ガリシア語話者の自治体人口に占める割合は99.55％（2001年）。 

## 地理
サンティソはア・コルーニャ県の南東部に位置し、コマルカ・ダ・テーラ・デ・メリーデに属する。隣接する自治体は、北がメリーデ、東がパラス・デ・レイ（ルーゴ県）、南がアゴラーダとビラ・デ・クルセス（ともにポンテベドラ県）、西がアルスーアである。

### 人口
| サンティソの人口推移 1900－2010                         |
|                                                         |
| 出典:INE（スペイン国立統計局）1900年 - 1991年、1996年 - |

## 政治
自治体首長はCIS（Candidatura de Independientes de Santiso）のオビディオ・レイバ・ペレイロ（Ovidio Leiva Pereiro）、自治体評議員は、ガリシア国民党（PPdeG）:5、CIS：3、ガリシア社会党（PSdeG-PSOE）：2、ガリシア民族主義ブロック（BNG）:1となっている（2007年の自治体選挙の結果）。

## 教区
サンティソは17の教区に分けられている。
- バラソン（サンタ・マリーア）
- ベイゴンド（サン・コスメ）
- ベルミル（サン・ペドロ）
- リニャーレス（サンティアーゴ）
- モウラソス（サン・シュルショ）
- ニーニョダギーア（サン・パイオ）
- ノベーラ（サンタ・マリーア）
- ペソブレ（サン・クリストーボ）
- ペソブレス（サント・エステーボ）
- ア・ポンテ・アルセディアーゴ（サン・ショアン）
- リバドゥージャ（サン・ビセンソ）
- サン・ロマン（サン・ペドロ）
- サンタイア・デ・ライリス（サンタイア）
- サンティソ（サンタ・マリーア）
- セランテス（サンタイア）
- ビミアンソ（サンタ・マリーア）
- ビサントーニャ（サン・ショアン）